# Farní sbor Českobratrské církve evangelické v Moravské Třebové
Farní sbor Českobratrské církve evangelické v Moravské Třebové je sborem Českobratrské církve evangelické v Moravské Třebové. Sbor spadá pod brněnský seniorát.
Farářem sboru je Ivo David, kurátorem sboru Robert Kelnar.
Na Svitavské ulici se nachází kostel s přilehlou farou tvořící jeden objekt do tvaru písmene L. Je původně dílem německých evangelíků, členů Německé evangelické církve v Československu, postaven za přispění Gustav-adolfského spolku.

## Dispozice kostela
Kostel je zaklenut špičatou klenbou, nacházejí se zde po obou stranách lavice s průchozí uličkou uprostřed a po stranách. V oknech jsou barevné vitráže. V popředí na stupínku je stůl Páně s kazatelským pultíkem, při pohledu od vchodu je po pravé straně umístěna židle pro kazatele. Po levé straně je vyvýšená kazatelna, přístupná z předsálí kostela dřevěným schodištěm. V současné době se však nevyužívá a káže se od stolu Páně nebo mezi lavicemi blíže k lidu. V popředí kostela je velký dřevěný kříž, nad nímž je na zdi nápis Bůh láska jest.
Nad vchodem do kostela jsou na kruchtě umístěny varhany.
V přízemí se dále nachází toaleta, kuchyňka s posezením a kancelář faráře.
Sál pro zimní období, kde se rovněž scházejí ke svým bohoslužbám další církevní společenství, je vybaven židlemi a stolem Páně, k doprovodu slouží elektrické harmonium.
V patře je byt faráře.

## Historie kostela
Moravská Třebová byla od roku 1916 sídlem farní obce Německé evangelické církve. Scházeli se v modlitebně v Brněnská 14, která jim ale již ve dvacátých letech byla těsná. Roku 1926 získala farní obec stavební parcelu na ulici Svitavská, dlouho jí však chyběly finanční prostředky pro stavbu kostela. Kostel i fara byly postaveny až po připojení Moravské Třebové k Německé říši, v letech 1938-1939, především díky příspěvku spolku Gustava Adolfa. 
Stavba byla slavnostně zahájena 14. června 1938, 17. července položen základní kámen a 17. září 1939 slavnostně vysvěcen a pojmenován "Kostel Gustava Adolfa".
Od roku 1948 užívá kostel a faru sbor Českobratrské církve evangelické.
Posledním německým farářem byl Felix Straser.

## Program sboru
Neděle bohoslužby střídavě 9:00 a 14:00, často ve spolupráci s misijní stanicí litomyšlského sboru Církve bratrské. V bývalých kazatelských stanicích Mladějově a Třebařově se v současné době bohoslužby nekonají.
V sále v přízemí se konají bohoslužby v zimním období.

Další aktivity jsou oznamovány na sborovém Facebooku i webových stránkách. Bývá to biblická hodina a dále romské bohoslužby. Kazatel romského společenství Jan Vrba zde dojíždí.

## Faráři sboru
- Tomáš Rumíšek (1948-1973)
- Jan Široký (1973–1980)
- Pavel Sikora (1981-1990)
- Alois Němec (1993–2013)
- Ivo David (2013–dosud)